# Сатира (мать Эвмена I)
Сати́ра — мать правителя Пергама Эвмена I.

## Биография
Сатира, дочь Посидония, была родом из города Амастрии. Она стала женой Эвмена — брата первого правителя эллинистического Пергама Филетера. В этом браке родились будущий Эвмен I, а также Филетер.
По замечанию Г. Штоля, пергамские правители не позволяли женщинам вмешиваться в дела управления и оставляли за ними только заботу о семье и хозяйстве. О Сатире, как и других представительницах династии, мало что известно. Тем не менее, по замечанию Климова О. Ю., все Атталиды подчёркивали своё уважительное отношение к супругам и матерям.